# 维林根
维林根是德国黑森州的一个市镇。总面积80.19平方公里，总人口6212人，其中男性3034人，女性3178人（2011年12月31日），人口密度77人/平方公里。